# Mika Stojsavljevic
Mika Stojsavljevic, née le 15 décembre 2008, au Royaume-Uni, est une joueuse britannique de tennis.

## Biographie
Mika Stojsavljevic est née en Angleterre d'un père serbe et d'une mère polonaise originaire de Varsovie. Ses modèles en tennis sont Novak Djokovic et Maria Sharapova mais également Aryna Sabalenka et Andrey Rublev en raison de leur style de jeu agressif.
Elle a étudié à St Benedict's School (en) à Ealing.

## Carrière junior
En juin 2024, elle participe aux qualifications du tournoi dames de Wimbledon; elle est battue au 1er tour par la Française Séléna Janicijevic.
Toujours à Wimbledon, elle participe aux tournois junior en simple et en double. Elle échoue au 2e tour en simple mais parvient en finale du double avec sa partenaire et compatriote Mingge Xu.
Le 7 septembre 2024, elle gagne, en simple filles, l'US Open Junior,
,,. Chez les britanniques, elle succède à Heather Watson qui l'avait emporté en 2009.
En octobre, elle participe aux finales ITF Junior et termine 4e, battue notamment par l'Australienne Emerson Jones qui emportera le titre et finira No 1 mondiale junior en fin d'année.

## Carrière professionnelle
Elle fait ses débuts sur le circuit WTA en octobre 2024 à la suite de l'obtention d'une wild-card pour le tournoi WTA 500 de Tokyo. Elle est battue, en 3 sets par la japonaise Moyuka Uchijima, 57e mondiale, sans être passée loin de sa première victoire sur le circuit WTA.

## Parcours en Grand Chelem

### En simple dames
| Année | Open d'Australie | Open d'Australie | Internationaux de France | Internationaux de France | Wimbledon       | Wimbledon          | US Open | US Open |
| ----- | ---------------- | ---------------- | ------------------------ | ------------------------ | --------------- | ------------------ | ------- | ------- |
| 2024  | —                | —                | —                        | —                        | Q1              | Séléna Janicijevic | —       | —       |
| 2025  | —                | —                | —                        | —                        | 1er tour (1/64) | Ashlyn Krueger     |         |         |

N.B. : sous le résultat se trouve le nom de l’ultime adversaire.

### En double dames
| Année | Open d'Australie | Open d'Australie | Internationaux de France | Internationaux de France | Wimbledon                                                                             | Wimbledon | US Open | US Open |
| ----- | ---------------- | ---------------- | ------------------------ | ------------------------ | ------------------------------------------------------------------------------------- | --------- | ------- | ------- |
| 2025  | —                | —                | —                        | —                        | 1er tour (1/32) H. Klugman \|\| style="text-align:left;" \| V. Kudermetova E. Mertens |           |         |         |

N.B. : le nom de la partenaire se trouve sous le résultat ; le nom des ultimes adversaires se trouve à droite.

## Parcours en Grand Chelem junior

### Simples filles
| Année | Open d'Australie | Open d'Australie | Internationaux de France | Internationaux de France | Wimbledon       | Wimbledon         | US Open        | US Open         |
| ----- | ---------------- | ---------------- | ------------------------ | ------------------------ | --------------- | ----------------- | -------------- | --------------- |
| 2023  | —                | —                | —                        | —                        | 1/4 de finale   | Renáta Jamrichová | 2e tour (1/16) | Kaitlin Quevedo |
| 2024  | 1/8 de finale    | Sara Saito       | 1er tour (1/32)          | Elizara Yaneva           | 2e tour (1/16)  | Teodora Kostovic  | Victoire       | Wakana Sonobe   |
| 2025  | 1er tour (1/32)  | A. F. Oana       | —                        | —                        | 1er tour (1/32) | M. Pohánková      |                |                 |

N.B. : à droite du résultat se trouve le nom de l'ultime adversaire.

### Double filles
| 2023 | —                                                                                    | —                                                                               | —            | —                                                                           | 1/8 de finale H. Oluwadare \|\| style="text-align:left;" \| H. Kinoshita S. Saito | 1/8 de finale S. Lam \|\| style="text-align:left;" \| S. Saito N. Sato |
| 2024 | 1/8 de finale E. Jones \|\| style="text-align:left;" \| Y. Konstantinova T. Kostovic | 1/4 de finale W. Sonobe \|\| style="text-align:left;" \| A. Kovackova L. Samson | Finale M. Xu | T.C. Grant I. Jovic                                                         | 1/4 de finale M. Xu \|\| style="text-align:left;" \| M. El Allami E. Sartz-Lunde  |                                                                        |
| 2025 | 1/4 de finale W. Sonobe \|\| style="text-align:left;" \| A. Kovačková J. Kovačková   | —                                                                               | —            | 1/8 de finale H. Klugman \|\| style="text-align:left;" \| Qu Y. K. Yodpetch |                                                                                   |                                                                        |

N.B. : le nom de la partenaire se trouve sous le résultat ; le nom des ultimes adversaires se trouve à droite.

## Classements WTA en fin de saison
| Année          | 2024 |
| Rang en simple | 678  |
| Rang en double | 1444 |

Source : (en) Classements de Mika Stojsavljevic sur le site officiel de la Fédération internationale de tennis